# Erechthias zebrina
Erechthias zebrina is een vlinder uit de familie echte motten (Tineidae). De wetenschappelijke naam van deze soort is voor het eerst geldig gepubliceerd in 1881 door Butler.
De soort komt voor in tropisch Afrika.